# Porte de Zindan
 (septembre 2021).
La porte de Zindan (Zindan signifie en turc Donjon) est une fortification semi-circulaire (système de fortification) faisant partie de la forteresse de Belgrade en Serbie. Elle a été édifiée au XVe siècle entre 1440 et 1456. 